# '84とちぎ博
'84とちぎ博（'84とちぎはく）は、1984年（昭和59年）に栃木県宇都宮市で開催された地方博覧会。当時の栃木県知事・船田譲が、分譲を開始していた宇都宮清原工業団地のPRを絡めて提言、開催が決定。興行収支は大幅な黒字であった。

## 概要
- 主催：栃木県、宇都宮市、栃木県市長会、栃木県町村会、栃木県商工三団体連絡協議会、栃木県農業協同組合中央会、栃木県林業団体連絡協議会
- 開催期間 - 1984年7月12日 - 9月16日
- 会場 - 宇都宮市清原中央公園（主会場面積110,000m2、駐車場162,000m2）
- 入場者数 - 1,343,282名（目標130万人）
- テーマ - 21世紀へのたびだち・明日のくらしと産業
- シンボルマーク - 県鳥のオオルリをイメージした青い丸に白と県木のトチノキをイメージした緑の二色で「TOCHIGI」のT・C・Gをイメージした曲線をあしらい宇宙空間の広がりやスピード感、栃木県の発展する未来を象徴した。
- 公式マスコット - トッピーちゃん
  - 県内の小中高校生から公募、デザインは栃木の豊かな自然と産業をイメージした緑の頭に宇宙人的な楽しい表情とし両耳のレシーバーとアンテナで未来の情報をいち早くキャッチする姿勢を表した。名称は栃木の「ト」と最先端技術をイメージした「トップ」をもじったものとした。
- テーマ曲：高橋みゆき「未来へDreamin'」（作詞：松井五郎 作曲：米光亮）
- 役員
  - 会長 - 船田譲（栃木県知事）
  - 副会長 - 増山道保（宇都宮市長）、高徳正美（栃木県議会議長）
  - 常務理事 - 推津弘之（栃木県副知事）

## 開催跡地
現在は宇都宮清原球場、宇都宮市清原体育館などのスポーツ施設、宇都宮市清原地区市民センターなどになっている。なお清原工業団地内には、栃木県グリーンスタジアム（球技場）のある北公園、並びに南公園と3つの公園地区がある。

## パビリオン
テーマゾーン
- とちぎ21世紀館（テーマ館）
  - 明治・大正・昭和の時代の変遷と未来の展望を3部構成で展示。入り口のタイムトンネルから文明開化後の銀座の街角の再現や大正から昭和初期頃の庶民の住宅の再現で近代社会への発展を表現、中央のフューチャーイメージドームでレーザー光線と立体音響を織り交ぜた21世紀の生活のイメージ映像の演出、そして宇都宮テクノポリス構想やメカトロニクスや高度情報化社会といった未来への動きの展示を行った[2]。
- 自然と人間の未来館
  - 「自然の恵みとふれあいを求めて」をテーマに栃木県の農林水産業の未来像を探る。バイオテクノロジーを象徴するポマト、日光の自然を再現したグリーンモール、農山村のパノラマ模型、特産物紹介、食糧問題コーナー、即売コーナーなどを展開[3]。
- 伸びゆく工業館
  - 栃木県内の産業・工業製品を紹介。繊維・玩具・木工・プラスチック等の製品展示、プラスチック成形実演、ロボットによるマジック、湯茶サービスをおこなう茶室、小中学生による未来の都市・未来の生活絵画展、発明展などを展開[4]。
- 全国観光物産館
  - 北海道から沖縄まで26の都道県市、栃木県内49市町村が出展し観光紹介や特産品販売を実施[5]。
- 国際友好館
  - イギリス・フランス・ソビエト・イタリア・韓国・ブラジル・西ドイツ・ASEAN・ニュージーランド等世界16カ国が出展しての各国の物販ブースや、日本航空・パンアメリカン航空等日本乗り入れの国際航空会社の旅客機模型や乗務員制服を展示する航空会社コーナーを展開[6]。

都市情報ゾーン
- エネルギーファンタジア（東京電力）
  - 海中生物などを映した偏光式立体映像を上映する3Dシアター、原子力発電や雷の性質などこれからのエネルギーを紹介する展示ホール「エネルックホール」、近未来の電化住宅設備を紹介する電気展示車を展開。パビリオン前には巨大な手を模したオブジェ「エネルギーハンド」を据えた[7]。
- INSスタジオ2001（日本電信電話公社）
  - 高度情報通信システムINS[8]
  - 光ファイバーを使った電気通信サービス、東京と宇都宮を繋ぐテレビ会議システム、電話の歴史、未来の通信、来場者の写真を取り込んだINS新聞サービスなどを展開。栃木放送のサテライトスタジオも併設し、パビリオン前には通信衛星さくら2号を打ち上げたN-IIロケットの5分の1模型を設置。
- 21世紀科学情報館（国際電信電話・国際科学技術博覧会協会）
  - スペースシャトル・通信衛星・海底ケーブルの模型等で国際通信の役割を紹介、科学万博つくば'85のPRコーナーも併設[9]。
- 明日の自動車館
  - 自動車3社による最新の自動車技術の紹介を展開[10]。
  - 日産自動車 - コンセプトカーNX-21、マーチスーパーシルエット、プラズマエンジンのカットモデル、レースVTRや写真パネルなどを展示。
  - 富士重工業 - レオーネ、ドミンゴ、ジャスティやECVT無段変速装置などを展示。
  - 本田技研工業 - アクティストリートや二輪車各種の展示、F1・F2レーシングカーやモトクロス・トライアルマシン等のレーシングバイクといったレース活動の紹介などを展開。
- 新幹線から未来の鉄道館（日本国有鉄道）
  - 入り口に自動改札を据え、世界の鉄道紹介、新幹線運転席のモックアップによる大宮-福島間の新幹線走行風景映像上映、音声センサーによる模型電車運転、懐かしのヘッドマークと機関車ナンバープレート、リニアモーターカーの走る未来都市ジオラマ、鉄道をテーマとした児童画展、スタンプを押すパンダロボットなどを展開[11]。
- 豊かな国づくり館
  - 河川・水資源・下水道・道路・住宅・都市整備等の国土建設事業を紹介。川治ダムの立体模型、日本の主な河川水系の紹介、下水道技術、住宅都市整備公団によるパネル展示、宇都宮の道路の変遷などを展開[12]。

生活文化ゾーン
- 富士通館
  - 「TECHNO ADVENTURE ISLAND」と銘打って南国の植物をあしらうなど無人島をイメージした内装でワープロを用いた無人島脱出計画の作成、パソコンゲーム、日記作成を行う「ワープロオアシススクール」、最新技術を示すパネル展示などを展開[13]。
- 東芝館
  - 衛星放送やニューメディア、X線装置や磁気共鳴イメージング装置など医療用製品、身長・体重計測ロボット「ハカリちゃん」などを展示[14]。
- ふれあいのエレクトロニクス館
  - パソコンやビデオディスクなど大手家電メーカー各社によるエレクトロニクス関連の展示を展開[15]。
  - 松下電器産業 - キングコングロボットやVHDなどを展開。
  - シャープ - ミラクルビジョンやX1・C1パソコンによるゲームコーナーを展開。
  - 日立製作所 - ビデオタイムトラベルコーナー、30面マルチビデオシステムなどを展示。
  - 三洋電機 - パソコン「WAVY10」や音声認識ピエロなどを展示。
  - 三菱電機 - MSXパソコン、ラジオコントロールロボットMr.ROBO、音声合成学習機さんすうめきめきなどを紹介。
  - 日本電気 - PC-8001などのパソコン、パーソナルワープロPWP-100などを紹介。
- 人とくらしの科学館
  - 栃木県内に馴染みの深い8社による合同館[16]。
  - レオン自動機 - 食品機械各種を展示。
  - サントリー - 生ビール缶とペンギンのオブジェやウイスキー製造設備などを展示。
  - 久保田鉄工 -　工業用ロボットやカエルのキャラクターオブジェなどを展示。
  - 栃木古河会 - スペースライティングゲームを展開。
  - 平田機工 - 製造用ロボットの実演を展開。
  - 富士写真フイルム - 「栃の葉ショップ」として記念写真ブースや写真現像サービスを展開。
  - 三豊製作所 - 「測る!!ものしり館」として計測の歴史などを紹介。
  - 昭和アルミニウム - 「アルミ・ワンダーランド」をテーマに展開。
- やすらぎランド（日本専売公社）
  - 煙とストロボ点滅の演出を施したミラクルドーム、ロボットコーナー、タバコの花、3.6mの大型キセル、塩の結晶の芸術の展示、博覧会記念タバコ販売や来場者の手描きによるマイたばこサービスなどを展開[17]。
- あしぎん未来館（足利銀行）
  - 地方博覧会では初の銀行出張所「足利銀行本店営業部とちぎ博臨時出張所」として入場料・売上金の収納や両替・ATM等を担う営業コーナーの他、休憩スペースやパソコンゲームコーナーを展開[18]。
- 日中友好館
  - 「心ふれあう交流-友好の輪を広げよう」をテーマに、天安門をあしらった出入り口に始まり秦の兵馬俑・騎像観音・菩薩仏頭といった文化財や翡翠彫刻など伝統工芸品の展示、食品や酒の即売コーナーを展開。
- 明日のマイホーム（セキスイハイム）
  - コストダウンされた構造やソーラーシステムを取り入れた近未来の合理的なモデルハウス。コンピューターを用いた住宅相談コーナーも展開された[19]。
- コカ・コーラメルヘンパーク
  - 笑う木のオブジェを中心に林をイメージした休憩スペースとドリンク販売ブースを設置[20]。

## アトラクション
- ワンダーホイール - 観覧車は当時世界一を誇った。

現在は群馬県伊勢崎市にある華蔵寺公園遊園地に移設され、市民公募により「ひまわり」と命名。老朽化と新観覧車設置計画のため撤去される計画がある。
- スカイアニマル
- 回転ボート
- スーパースイング
- クライムスネール
- UFOサイクル
- サイクルアニマル
- スーパーレオ
- サイクルモノレール
- アストロUFO
- ファンハウス
- バッテリーカー
- ゲームコーナー
- ちびっこ広場
- キャンナムレーサー

アトラクションのうち数点は、翌年開催された国際科学技術博覧会（つくば科学万博）に転用された。

## 入場料
前売り券抽選の景品以外の出典
- 当日券（一般）1,500円、（高校生）1,000円、（中学生）800円、（小学生）700円、（幼児3歳以上）400円
- 前売券（一般）1,200円、（高校生）800円、（中学生）600円、（小学生）500円、（幼児3歳以上）300円
- 団体券（一般）1,300円、（高校生）800円、（中学生）600円、（小学生）500円、（幼児3歳以上）300円
- 1983年11月1日から1984年6月20日までの期間を定めて委員会および指定売店で前売り券を販売。
- 前売り券には抽選番号が付けられ、特等ジャルパック香港4日間旅行10本、1等コモドール64パソコン・ヤマハキーボードマイバンド・RADOフローレンス腕時計各10本、2等富士写真フイルムポケットフジカFLASH AWカメラ160本、3等日本軽金属アイスクリーマーどんびえ1000本がプレゼントされた。

## 主なイベント
とちぎ博ライブコンサート
- 岩崎良美
- 竹本孝之
- 夏井圭子
- 渋谷哲平
- 千昌夫[23]
- いいとも青年隊（初代）[23]
- 牧村三枝子
- 寺内タケシとブルージーンズ
- 角川博
- 和田弘とマヒナスターズ
- 桑田靖子
- 朝田のぼる
- 滝里美
- 松本伊代[23]
- 武田久美子
- 森亮輔
- 原信夫とシャープスアンドフラッツ
- 小久保尚美
- あのねのね
- 清水宏次郎

栃木の音楽祭
- 渡辺貞夫ライブコンサート
- ヒットメーカー船村徹の世界

その他
- かんぴょうむき技術大会[24]
- 近県警察音楽隊フェスティバル[25]
- 民謡民舞フェスティバル[26]
- ミス・インターナショナル、ミスワールド日本選抜[27]
- 森昌子ふるさとに唄う
- さよならコンサート（岩崎良美・あのねのね）[28]

## 会場アクセス
公共交通
国鉄宇都宮駅東口、東武宇都宮駅、県体育館（駐車場）から会場までシャトルバスを運行し、このうち宇都宮駅東口から会場までのシャトルバスの一部には、1950年製のロンドンバスであるレイランド・タイタンPD21台と当時最新型の西ドイツ・マン製の2台の合わせて3台の2階建てバスも使用された。
駐車場
会場周辺に地区センター設置予定地や企業立地予定地などを用いて最大5,560台分の一般車駐車場と100台分の貸切バス用駐車場を確保、駐車場整理料金として1台当たり400円徴収した。

## 沿革
- 1982年
  - 8月24日 - 船田譲栃木県知事が地場産業振興と景気活性化を目的とした産業博覧会開催の意向を表明[32]。
  - 9月 - 栃木県産業博覧会基本構想策定員会・検討班を県庁内に設置。
  - 11月1日 - 県商工労働部中小企業課に担当職員を配置、プロジェクトチームを設立。
  - 12月末 - 産業博覧会計画の大綱を決定。
- 1983年
  - 1月19日 -　栃木県・宇都宮市・市長会・町村会と商工・農業・林業各団体の7者による主催体制を決定。
  - 2月 - 出展勧誘活動開始。
  - 3月30日 - 実行委員会設立準備会・第一回理事会開催
  - 4月1日 - 実行委員会事務局設置
  - 4月30日 - シンボルマーク決定[33]
  - 6月15日 - 富士通が出展第一号決定。
  - 7月5日 - マスコット決定[33]
  - 7月12日 - 宇都宮駅西口に広告塔設置し除幕式[32]
  - 7月25日 - 推進協議会設立。
  - 10月17日 - ミスとちぎ博公開審査会・イメージソング発表会[34]
  - 11月1日 - 前売り券発売[34]
- 1984年
  - 3月下旬 - 会場整備開始
  - 3月24日 - 第一回前売り券抽選会
  - 4月27日 - 営業参加説明会
  - 5月17日 - 会場立柱式
  - 7月11日 - 前夜祭・第二回前売り券抽選会
  - 7月12日 - 開会式[35]
  - 8月13日 - 入場者50万人達成[36]
  - 9月2日 - 入場者100万人達成[36]
  - 9月9日 - 会期中最高の1日61,996人が入場。
  - 9月15日 - 目標入場者数130万人達成[36]
  - 9月16日 - 閉会式。

## その他
- 当博覧会開催に合わせて国道4号・国道119号（宇都宮環状道路）及び新4号国道が交差する平出工業団地交差点には歩道橋が設置され「'84とちぎ博歩道橋」と命名[37]。2023年現在においてもこの名称が残っている[38]。

## 参考資料
- 下野新聞社 編『'84とちぎ博公式記録』'84とちぎ博実行委員会、1984年11月。